# Space Shuttle Endeavour
Lo Space Shuttle Endeavour (denominazione NASA OV-105), è il quinto (senza considerare l'Enterprise) e ultimo Space Shuttle costruito dalla NASA.
La sua costruzione iniziò nel 1987 per rimpiazzare il Challenger, perso in un incidente il 28 gennaio 1986. Per assemblarlo vennero utilizzati pezzi di scorta dell'Atlantis e del Discovery. La scelta di costruire l'Endeavour fu dovuta al fatto che una eventuale riconversione al volo dell'Enterprise sarebbe stata troppo costosa.
Venne lanciato la prima volta nel 1992 e nel corso della sua prima missione agganciò e riposizionò un satellite. Nel 1993 compì la sua prima missione di manutenzione sul telescopio spaziale Hubble. Nel 1997, l'Endeavour fu ritirato dal servizio per otto mesi a causa di alcune migliorie a cui fu sottoposto, tra cui l'installazione di una nuova cabina pressurizzata. Nel dicembre 1998, consegnò alla Stazione spaziale internazionale il modulo Unity.
L'orbiter venne chiamato così in onore della HMS Endeavour, la nave del XVIII secolo comandata dall'esploratore James Cook; il nome onora anche Endeavour, il modulo di comando dell'Apollo 15.
Dopo la chiusura del programma Space Shuttle e quindi il ritiro degli orbiter dal servizio attivo, Endeavour è stato destinato al California Science Center di Los Angeles. È l'unico orbiter che sarà privato del Canadarm, che verrà ospitato presso un museo non ancora identificato in Canada. Lo shuttle è atterrato all'aeroporto internazionale di Los Angeles il 21 settembre 2012 poco dopo le 13:00.

## Voli

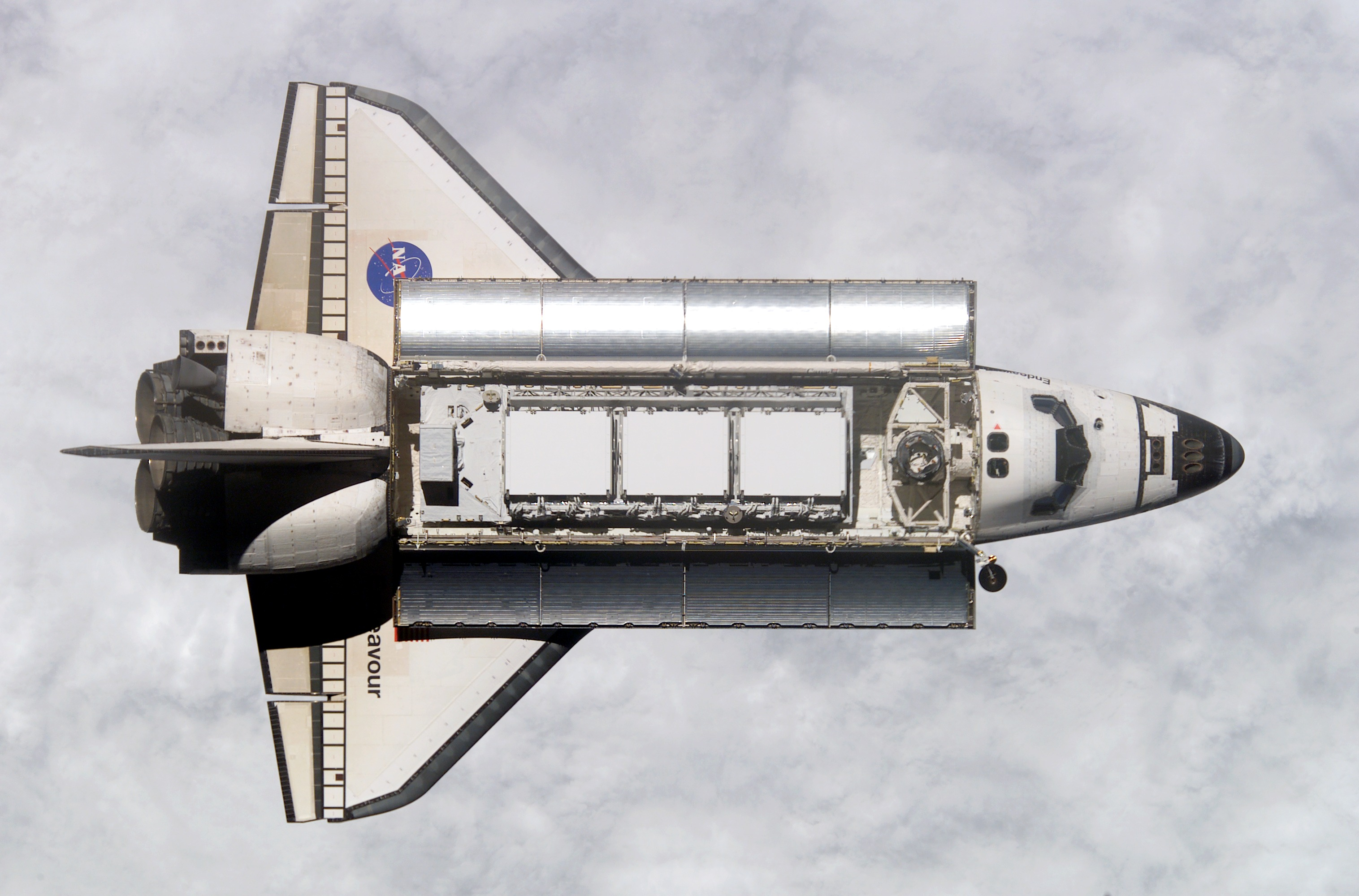
L'Endeavour in orbita

Lo Space Shuttle Endeavour ha effettuato 25 voli in tutto, rimanendo in orbita per 299 giorni e completando 4 671 orbite, corrispondenti a 197 761 262 chilometri.
| Data              | Designazione | Note |
| ----------------- | ------------ | --- |
| 7 maggio 1992     | STS-49       | Trasporta e dispiega l'Intelsat VI. È la prima EVA svolta dallo Shuttle e la più lunga dopo quella dell'Apollo 17.                                                                                                |
| 12 settembre 1992 | STS-47       | Spacelab missione j. |
| 13 gennaio 1993   | STS-54       | Dispiegamento TDRS-F. |
| 21 giugno 1993    | STS-57       | Esperimenti Spacelab, recupero dell'European Retrievable Carrier |
| 2 dicembre 1993   | STS-61       | Prima missione di servizio al telescopio spaziale Hubble. |
| 9 aprile 1994     | STS-59       | Esperimento Space Radar Laboratory. |
| 30 settembre 1994 | STS-68       | Esperimento Space Radar Laboratory. |
| 30 marzo 1995     | STS-67       | Esperimenti Spacelab Astro-2. |
| 7 settembre 1995  | STS-69       | Wake Shield Facility e altri esperimenti. |
| 11 gennaio 1996   | STS-72       | Recupero dello Space Flyer Unit giapponese. |
| 19 maggio 1996    | STS-77       | Esperimenti Spacelab. |
| 22 gennaio 1998   | STS-89       | Aggancio con la Mir e cambio dell'equipaggio. |
| 4 dicembre 1998   | STS-88       | Missione di assemblaggio della Stazione spaziale internazionale. |
| 11 febbraio 2000  | STS-99       | Esperimento Shuttle Radar Topography Mission. |
| 30 novembre 2000  | STS-97       | Missione di assemblaggio della Stazione Spaziale Internazionale. |
| 19 aprile 2001    | STS-100      | Missione di assemblaggio della Stazione Spaziale Internazionale. |
| 5 dicembre 2001   | STS-108      | Aggancio e cambio di equipaggio sulla Stazione Spaziale Internazionale. |
| 5 giugno 2002     | STS-111      | Aggancio e cambio di equipaggio sulla Stazione Spaziale Internazionale. |
| 23 novembre 2002  | STS-113      | Assemblaggio e cambio di equipaggio sulla Stazione Spaziale Internazionale. |
| 8 agosto 2007     | STS-118      | Assemblaggio e cambio di equipaggio sulla Stazione Spaziale Internazionale. |
| 11 marzo 2008     | STS-123      | Missione di trasporto per l'assemblaggio all'interno della Stazione spaziale internazionale del primo elemento giapponese del modulo Kibo, il braccio robotico canadese Dextre e lo Spacelab Pallet-Deployable 1. |
| 14 novembre 2008  | STS-126      | Missione di rifornimento e manutenzione della Stazione Spaziale, con l'installazione dell'equipaggiamento e le attrezzature per l'espansione della capacità della stazione di ospitare sei astronauti.            |
| 15 luglio 2009    | STS-127      | Trasporto del componente ELM-EF del laboratorio Kibo, sostituzione batterie nel segmento P6, rifornimento e rotazione dell'equipaggio.                                                                            |
| 8 febbraio 2010   | STS-130      | Trasporto e l'installazione dei moduli Tranquility e Cupola. |
| 16 maggio 2011    | STS-134      | Trasporto dell'Alpha Magnetic Spectrometer e dell'ELC-3 verso la Stazione Spaziale Internazionale. Ultima missione prevista per l'Endeavour.                                                                      |